# Филяково
Филяково (на словашки: Fiľakovo; на унгарски: Fülek; на немски: Fülleck; на турски: Filek) е град в окръг Лученец, Банскобистришки край, Словакия.

## География
Филяково се намира в хълмистата местност Церова врховиня (Cerová vrchovina) в долината на река Белина, на около 20 km от унгарската граница и унгарския град Шалготарян. Градът отстои на 85 km от областния център Банска Бистрица, на около 150 km от Кошице и на около 220 km от столицата Братислава. В близост се намира природната забележителност и средновековен замък Шомошка.

## История
Първото писмено свидетелство за града, както и за Филяковския замък, датира от 1242 година, когато замъкът устоява на монголските нашествия. През 1246 година е споменат като Филек. През 1423 година градът получава привилегии на община. През 1553 година градът и замъкът пада под османска власт и става център на санджак, считано до 1593 година, когато е освободен. Отново пада под османска власт през 1662, а през 1682 година и градът, и замъкът биват напълно опожарени от войските на Имре Тьокьоли. Четири години по-късно градът окончателно минава в австрийски ръце. След Договора от Трианон през 1920 година градът влиза в рамките на Чехословакия. Отново е част от Унгария в периода 1938 – 1945 година след Първия Виенски арбитраж.

## Население
Според преброяването през 2001 година етническият състав на града включва 64,40% унгарци, 30,19% словаци и 4,03% цигани. Религиозният профил е: 77,52% римокатолици, 11,82% без вероизповедание, 3,21% неопределени и други. По приблизителна оценка от декември 2017 г. населението на града е 10 654 жители.

## Побратимени градове
Филяково е побратимен с три унгарски града: Шалготарян, Батонтеренье и Сечен.